# António Banha de Andrade
António Alberto Banha de Andrade (Montemor-o-Novo, 3 de Setembro de 1915 — Lisboa, 5 de Junho de 1982) foi um historiador e professor universitário português, licenciado em Ciências Históricas e Filosóficas e doutorado em História pela Faculdade de Letras da Universidade de Lisboa. Professor do Instituto Superior de Ciências Sociais e Política Ultramarina e da Faculdade de Letras da Universidade de Lisboa, foi director do Centro de Estudos Clássicos e do Gabinete de Estudos Filosóficos do Centro Universitário de Lisboa. Publicou diversos estudos nas áreas da história, filosofia e cultura portuguesa e dirigiu a revista Filosofia, do Centro de Estudos Escolásticos. Destacou-se no estudo da história da cultura portuguesa, nomeadamente na história religiosa e na história da filosofia. Foi sócio da Academia de Ciências de Lisboa.

## Biografia
Nascido em Montemor-o-Novo, frequentou o Seminário de Évora e ingressou na Companhia de Jesus, onde estudou Humanidades e Filosofia. Licenciou-se em Ciências Históricas e Filosóficas e doutorou-se em História na Faculdade de Letras da Universidade de Lisboa.
Dedicou-se à docência, tendo sido professor do ensino secundário e posteriormente leccionado no Instituto Superior de Ciências Sociais e Política Ultramarina (ISCSPU) e na Faculdade de Letras da Universidade de Lisboa, onde em 1950 fundou o Centro de Estudos Clássicos. Foi director do Gabinete de Estudos Filosóficos do Centro Universitário de Lisboa e dirigiu, com Maria Manuela Saraiva, a revista Filosofia (1954-1962), do Centro de Estudos Escolásticos.
Na sua carreira académica distinguiu-se como investigador da história da cultura portuguesas dos séculos XVI a XVIII, especialmente da história religiosa e da história da educação no período mais marcante da expansão portuguesa. É autor de obras de referência sobre alguns dos vultos da historiografia e da cultura portuguesa naquela época, com destaque para as suas obras sobre Luís António Verney e Gaspar Correia. Dirigiu a edição do Dicionário de História da Igreja em Portugal (1980). Colaborou em múltiplas revistas portuguesas e estrangeiras, entre as quais a Brotéria.
Integrou a Comissão Científica da UNESCO, onde colaborou no projecto da História Geral de África.
Foi sócio de diversas instituições científicas, entre as quais o Instituto Histórico e Geográfico do Rio de Janeiro, a Academia de Ciências de Lisboa, a Academia Portuguesa de História, de que foi vice-presidente, e a Sociedade de Geografia de Lisboa.
Foi distinguido com Prémio do Instituto de Angola (1955), o Prémio Nacional de História (1966) e o Prémio da Fundação Calouste Gulbenkian (1981).

## Obras
Entre muitas obras de carácter científico, é autor de:
- Verney e a cultura do seu tempo (1966)
- Monarquia Lusitana (1973)
- A reforma pombalina dos estudos secundários no Brasil (1977)
- Montemor-o-Novo, Vila Realenga (1975)
- Contributos para a história da mentalidade pedagógica portuguesa (1982)
- Dicionário de História da Igreja em Portugal (1980)